# NGC 5059
NGC 5059 (również PGC 46244 lub UGC 8344) – galaktyka spiralna (Sc), znajdująca się w gwiazdozbiorze Panny. Odkrył ją Albert Marth 25 marca 1865 roku.